# Woman Worldwide
Woman Worldwide là album phối lại của bộ đôi nhạc điện tử người Pháp Justice, phát hành vào ngày 24 tháng 8 năm 2018 bởi Ed Banger Records và Because Music. Được mô tả là "10 năm mà Justice phối nhạc và phối lại nhạc", album bao gồm những bài hát trong các album trước đó được làm lại và ghi âm dưới dạng biểu diễn trực tiếp.

## Bối cảnh và phát hành
Justice bắt đầu quá trình sản xuất và xây dựng danh sách bài hát cho Woman Worldwide vào tháng 6 năm 2016. Album hợp nhất các chất liệu từ danh sách đĩa nhạc của nhóm. Nhóm đã viết lại tất cả các bài hát họ đã phát hành vào thời điểm đó và phân rõ mỗi bài hát theo nhịp độ, khóa, cũng như mức độ mà họ muốn đưa mỗi ca khúc vào danh sách biểu diễn trực tiếp. Trong khi danh sách bài hát trực tiếp vẫn đang được hoàn thiện, nhóm đã tập luyện trước danh sách này trong nhiều tháng. Việc tập diễn các bài hát từ hai đến năm giờ mỗi ngày là một việc mà nhóm không thường xuyên tiến hành.
Thông báo phát hành album được đưa ra vào ngày 10 tháng 5 năm 2018 sau màn trình diễn của nhóm tại hội thảo Google I/O 2018 ở Mountain View, California. Một video âm nhạc cho "Stop" cũng được đăng tải trên tài khoản YouTube của Justice, và phiên bản trong Woman Worldwide của "Stop" được phát hành thành đĩa đơn mở đường cho album vào ngày 7 tháng 5 năm 2018. "D.A.N.C.E." x "Fire" x "Safe and Sound" được phát hành thành đĩa đơn thứ hai từ album vào ngày 22 tháng 6 năm 2018. Đĩa đơn thứ ba, "Randy" (WWW), phát hành vào ngày 6 tháng 7 năm 2018. "Chorus (WWW)", đĩa đơn thứ tư và cũng là cuối cùng từ album, được phát hành vào ngày 16 tháng 8 năm 2018. Album được phát hành vào ngày 24 tháng 8 năm 2018 và lọt vào bảng xếp hạng nhạc dance của Hoa Kỳ và Vương quốc Anh lần lượt tại các vị trí thứ 6 và vị trí thứ 22. Album cũng đạt vị trí thứ 10 tại Pháp cũng như một số quốc gia châu Âu khác.

## Tiếp nhận phê bình
| Đánh giá chuyên môn | Đánh giá chuyên môn |
| Điểm trung bình     | Điểm trung bình     |
| Nguồn               | Đánh giá            |
| ------------------- | ------------------- |
| Metacritic          | 69/100              |
| Nguồn đánh giá      |                     |
| Nguồn               | Đánh giá            |
| AllMusic            | [ 12 ]              |
| Paste               | 7,8/10              |
| PopMatters          | [ 14 ]              |
| Rolling Stone       | [ 15 ]              |
| Slant Magazine      | [ 16 ]              |

Nhìn chung, album nhận được những đánh giá tích cực từ các nhà phê bình âm nhạc. Trên Metacritic, một trang đưa ra số điểm chuẩn trên thang 100 dựa trên các bài đánh giá của các xuất bản phẩm phổ biến, album nhận được điểm trung bình là 69 dựa trên 9 bài đánh giá, tương ứng với nhận xét "các đánh giá nhìn chung là tích cực."
Album chiến thắng ở hạng mục Album nhạc điện tử/dance xuất sắc nhất tại lễ trao giải Grammy 2019.
| Tổ chức     | Năm  | Hạng mục                               | Kết quả   |
| ----------- | ---- | -------------------------------------- | --------- |
| Giải Grammy | 2019 | Album nhạc điện tử/dance xuất sắc nhất | Đoạt giải |

## Danh sách bài hát
Tất cả các ca khúc được viết bởi Gaspard Augé và Xavier de Rosnay trừ những bài được ghi chú.
| Tải kỹ thuật số | Tải kỹ thuật số                                            | Tải kỹ thuật số |
| STT             | Nhan đề                                                    | Thời lượng      |
| --------------- | ---------------------------------------------------------- | --------------- |
| 1.              | "Safe and Sound"                                           | 7:32            |
| 2.              | "D.A.N.C.E."                                               | 3:16            |
| 3.              | "Canon" x "Love S.O.S."                                    | 4:47            |
| 4.              | "Genesis" x "Phantom"                                      | 4:45            |
| 5.              | "Pleasure" x "Newjack" x "Civilization"                    | 5:38            |
| 6.              | "Heavy Metal" x "DVNO"                                     | 4:43            |
| 7.              | "Stress"                                                   | 5:48            |
| 8.              | "Love S.O.S."                                              | 4:45            |
| 9.              | "Alakazam !" x "Fire"                                      | 6:09            |
| 10.             | "Waters of Nazareth" x "We Are Your Friends" x "Phantom 2" | 6:31            |
| 11.             | "Chorus"                                                   | 6:04            |
| 12.             | "Audio, Video, Disco"                                      | 6:17            |
| 13.             | "Stop"                                                     | 4:26            |
| 14.             | "Randy"                                                    | 7:33            |
| 15.             | "D.A.N.C.E." x "Fire" x "Safe and Sound"                   | 6:22            |

## Những người thực hiện
Danh sách được lấy từ ghi chú của album.
- Gaspard Augé – sáng tác, sản xuất
- Xavier de Rosnay – sáng tác, sản xuất
- Thomas Jumin – bìa

## Xếp hạng

### Xếp hạng tuần
| Bảng xếp hạng (2018)                          | Vị trí cao nhất |
| --------------------------------------------- | --------------- |
| Album Áo (Ö3 Austria)                         | 38              |
| Album Bỉ (Ultratop Vlaanderen)                | 24              |
| Album Bỉ (Ultratop Wallonie)                  | 37              |
| Album Hà Lan (Album Top 100)                  | 169             |
| Album Đức (Offizielle Top 100)                | 48              |
| Album Tây Ban Nha (PROMUSICAE)                | 22              |
| Album Thụy Sĩ (Schweizer Hitparade)           | 29              |
| Album Anh Quốc Dance (OCC)                    | 6               |
| Album Hoa Kỳ Top Dance/Electronic (Billboard) | 22              |

## Lịch sử phát hành
| Quốc gia       | Ngày phát hành      | Định dạng       | Nhãn hiệu         | Ref.   |
| -------------- | ------------------- | --------------- | ----------------- | ------ |
| Nhiều quốc gia | 24 tháng 8 năm 2018 | Tải kỹ thuật số | Ed Banger Because | [ 18 ] |
| Nhiều quốc gia | 24 tháng 8 năm 2018 | CD              | Ed Banger Because | [ 29 ] |
| Nhiều quốc gia | 24 tháng 8 năm 2018 | Vinyl           | Ed Banger Because | [ 30 ] |